# Fort de Sinhagad

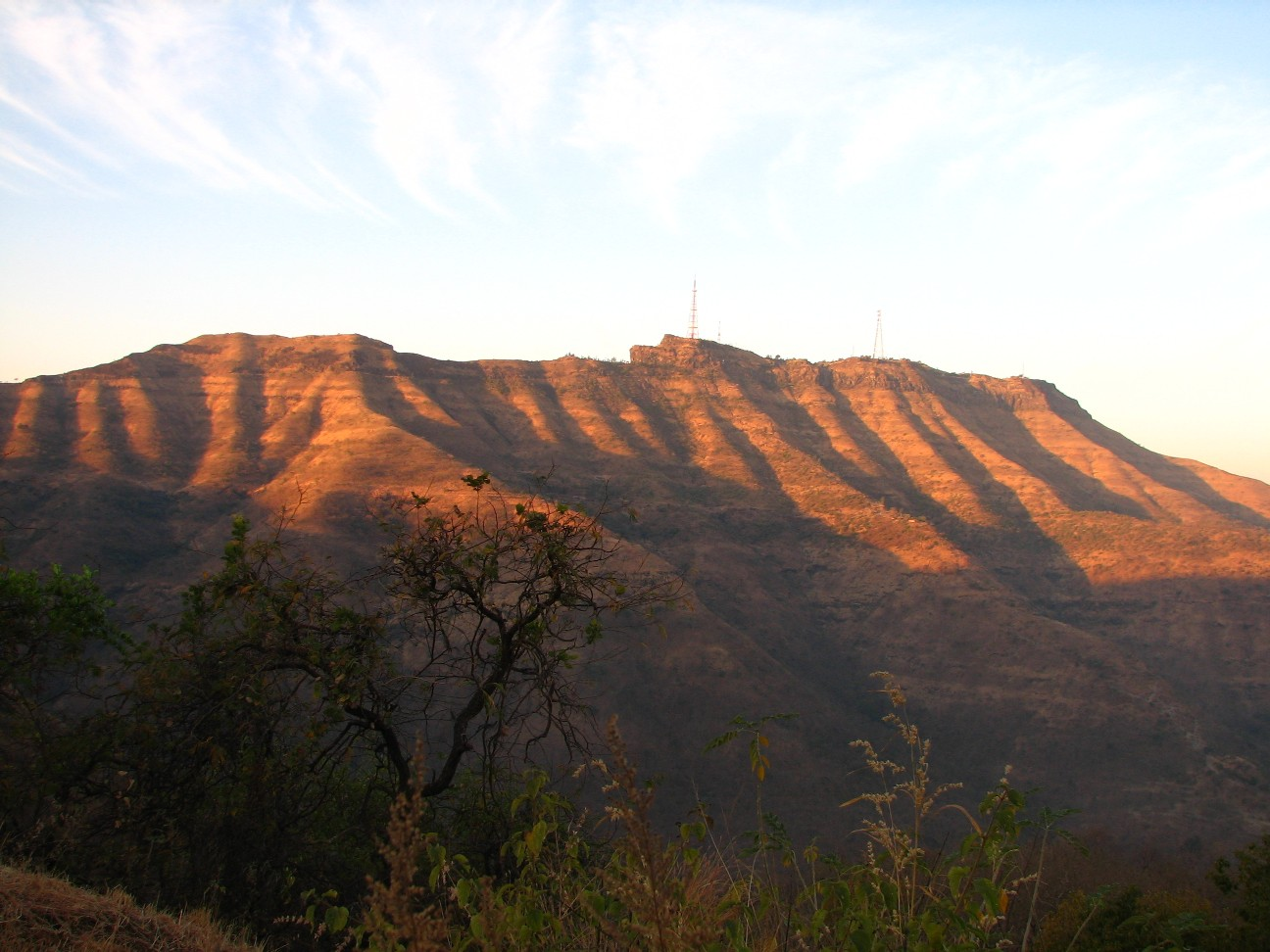

Sinhagad, Sinhgarh, ou Sinhgad (transcrit du Marathi सिंहगड, ce qui signifie Fort du Lion) est une forteresse située à environ 30 km au sud-ouest de Pune dans le Maharashtra, en Inde. Elle est perchée sur une falaise isolée et domine de 800 mètres de haut la plaine alentour. Elle fait partie d'une ceinture de sites fortifiés dont Rajgad, Purandar (en) et Torna (en).
Précédemment appelé Kondana (Marathi : कोंढाणा), le fort a été le théâtre de nombreuses batailles importantes, notamment la bataille de Sinhagad (en) en 1671. 